# 케팔로니아현
케팔로니아현(그리스어: Νομός Κεφαλληνίας)은 그리스의 현으로 이오니아 제도의 케팔로니아섬과 이타키섬으로 구성되어 있다. 